# 名古屋市立笹島小学校・中学校
名古屋市立笹島小学校・中学校（なこやしりつ ささしましようがっこう・ちゅうがっこう）は、愛知県名古屋市中村区名駅四丁目の公立の小中一貫教育を行う小学校および中学校。

## 歴史

### 沿革
- 1947年（昭和22年）4月18日 - 旧桜橋国民学校跡地に名古屋市立笹島中学校が設立[1]。桜橋国民学校高等科の生徒を受け入れ[2]ると同時に、六反小学校および新明小学校の各校に分教場を設置した[2]。
- 1950年（昭和25年）7月 - 新校舎に統合[2]。
- 2008年（平成20年）4月1日 - 六反小学校校地に仮設したプレハブ校舎に移転[1]。
- 2010年（平成22年）4月1日 - 笹島中学校が旧校地の笹島小学校・中学校校舎に移転[1]。また、六反小学校および新明小学校が統合され、名古屋市立笹島小学校が笹島中学校校地において成立する[3]。

### 生徒数の変遷
『愛知県小中学校誌』（1998年（平成10年））によると、生徒数（笹島中学校）の変遷は以下の通りである。
| 1947年（昭和22年） | 538人 |  |
| 1957年（昭和32年） | 892人 |  |
| 1967年（昭和42年） | 425人 |  |
| 1977年（昭和52年） | 339人 |  |
| 1987年（昭和62年） | 180人 |  |
| 1997年（平成9年）  | 78人  |  |

## 部活動
笹島中学校の部活動として、4つの部が活動している。
- ソフトテニス部
- 卓球部
- ハンドボール部
- アート部

## 通学区域
すべて中村区
- 那古野一丁目[6]
- 西日置一丁目[6]
- 松重町[6]
- 名駅一丁目[6]
- 名駅二丁目[6]
- 名駅三丁目[6]
- 名駅四丁目[6]
- 名駅五丁目[6]
- 名駅南一丁目[6]
- 名駅南二丁目[6]
- 名駅南三丁目[6]
- 名駅南四丁目[6]
- 名駅南五丁目[6]